# Fosta mănăstire Răducanu
Fosta mănăstire Răducanu este un ansamblu de monumente istorice aflat pe teritoriul orașului Târgu Ocna. În Repertoriul Arheologic Național, monumentul apare cu codul 20974.08.

Ansamblul este format din patru monumente:
- Biserica „Buna Vestire” (cod LMI BC-II-m-A-00910.01)
- Construcții în incintă (ruine) (cod LMI BC-II-m-A-00910.02)
- Turn intrare (cod LMI BC-II-m-A-00910.03)
- Zid de incintă (cod LMI BC-II-m-A-00910.04)

## Galerie

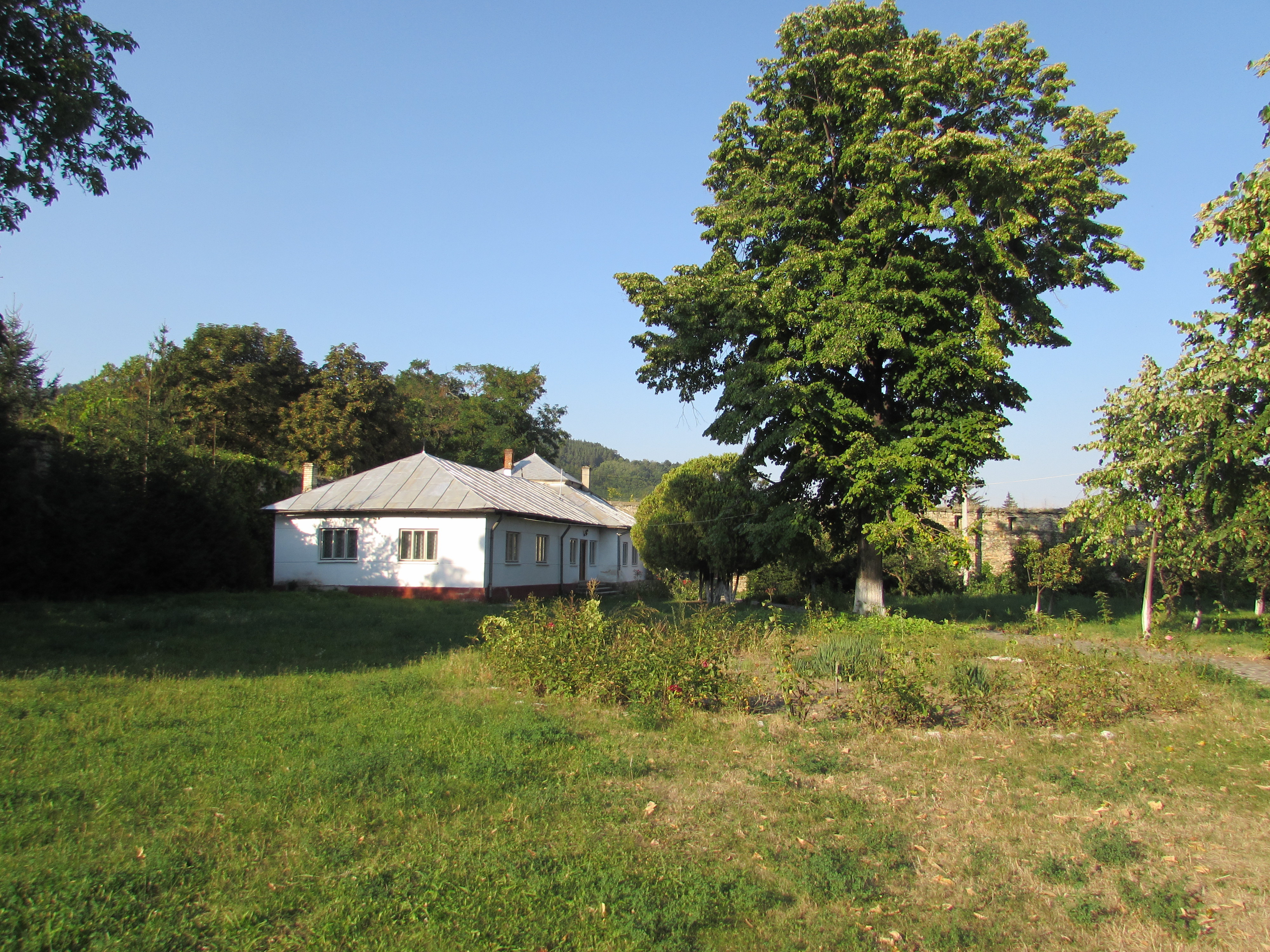
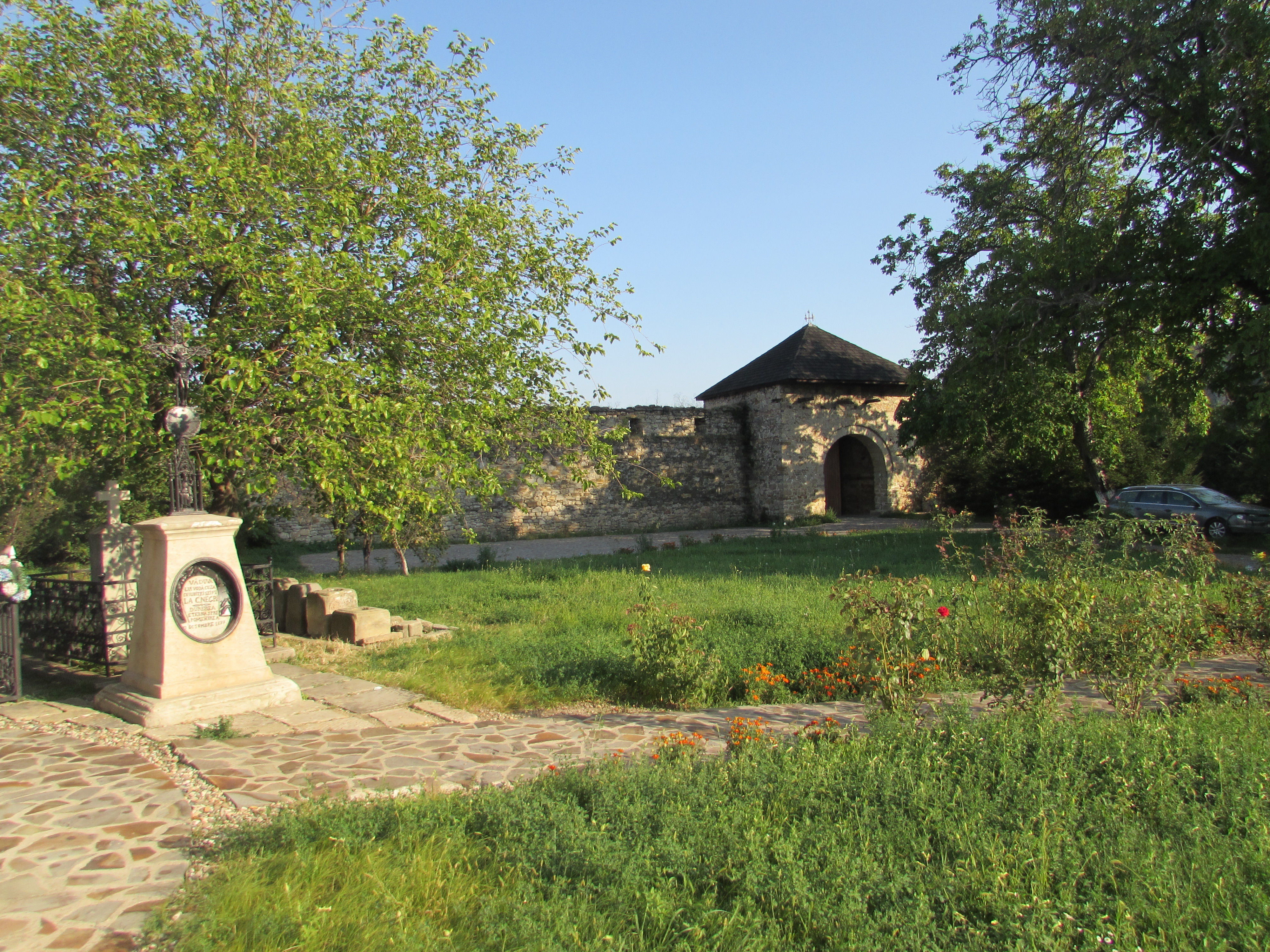
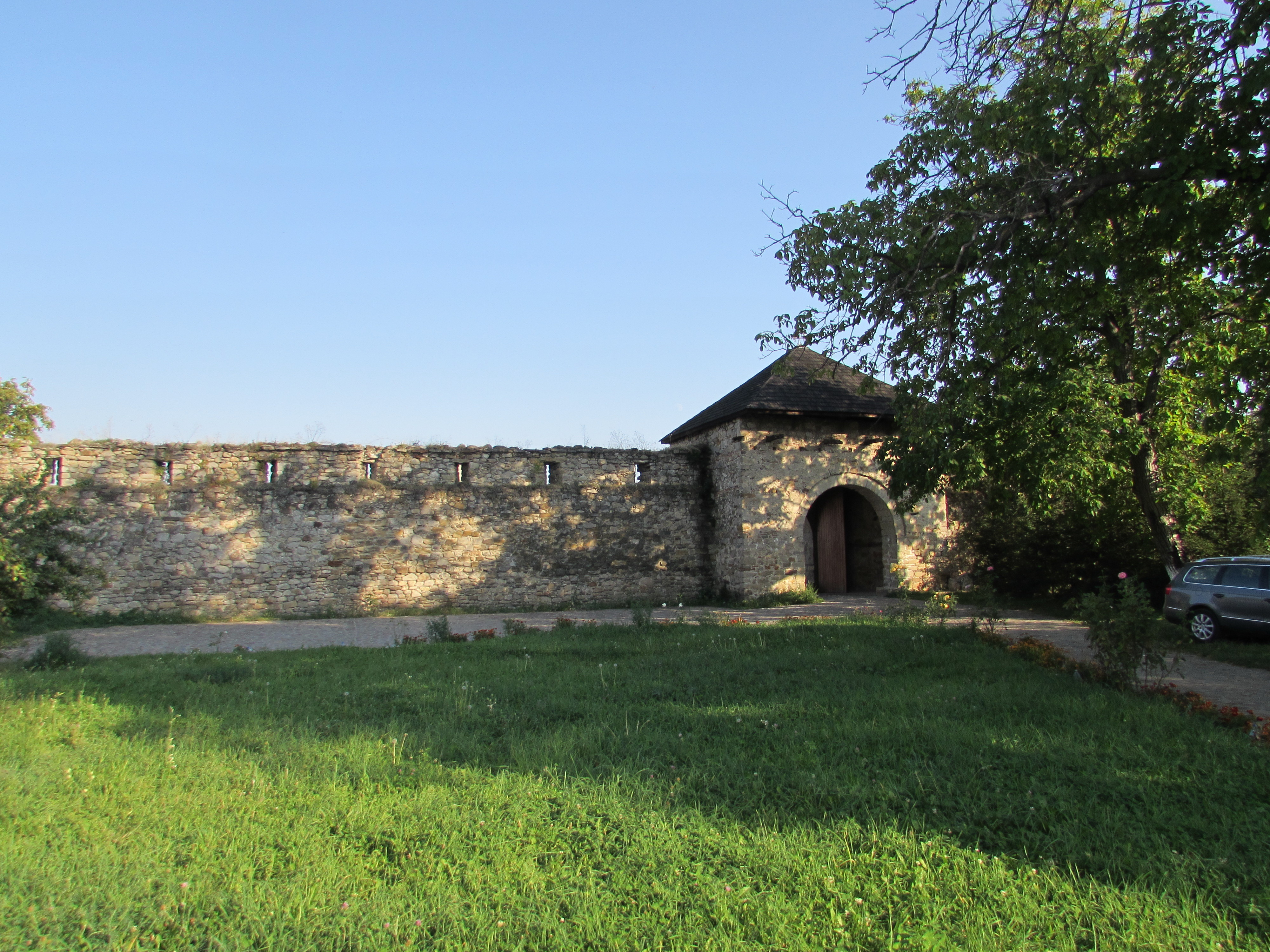
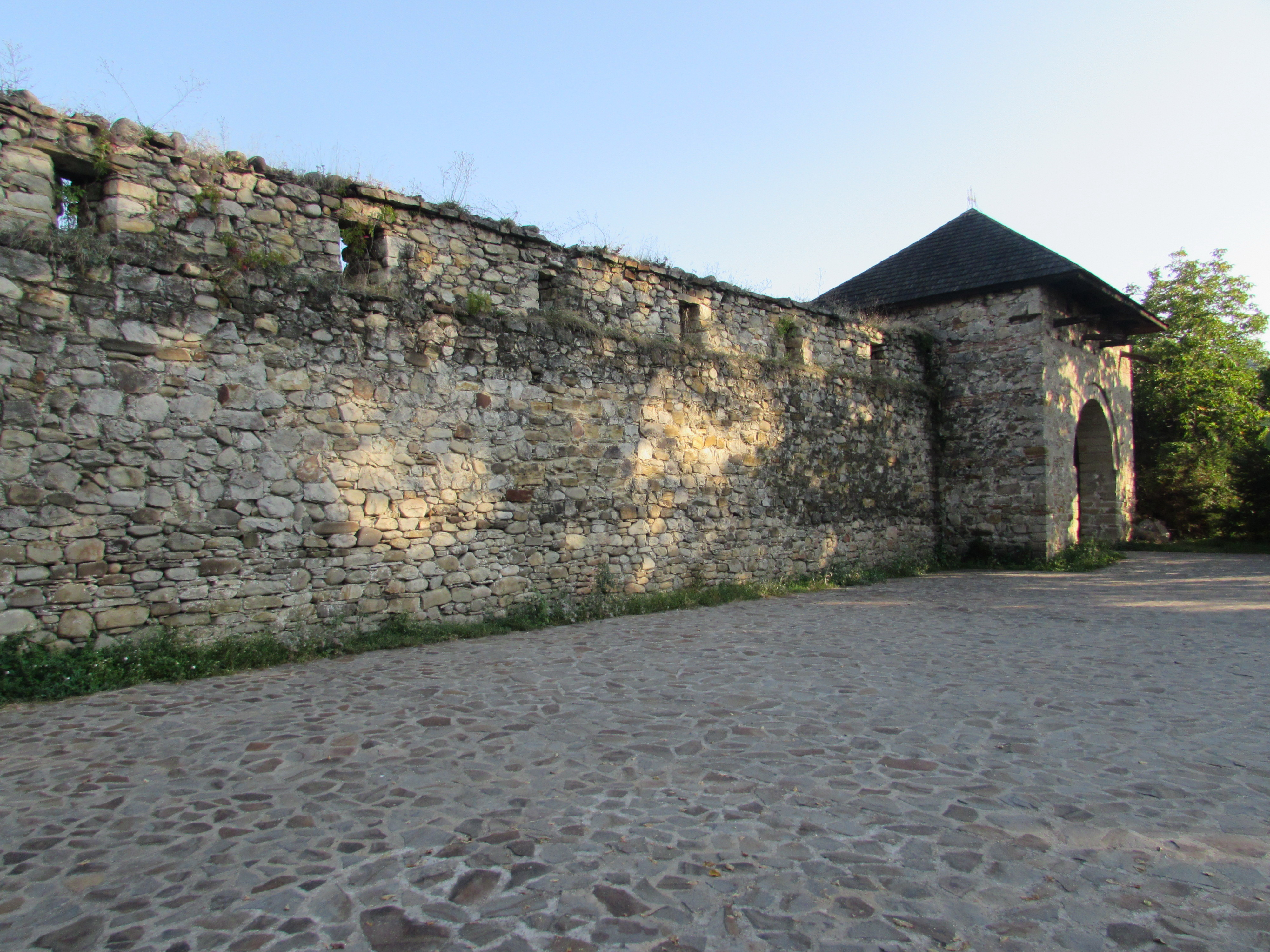
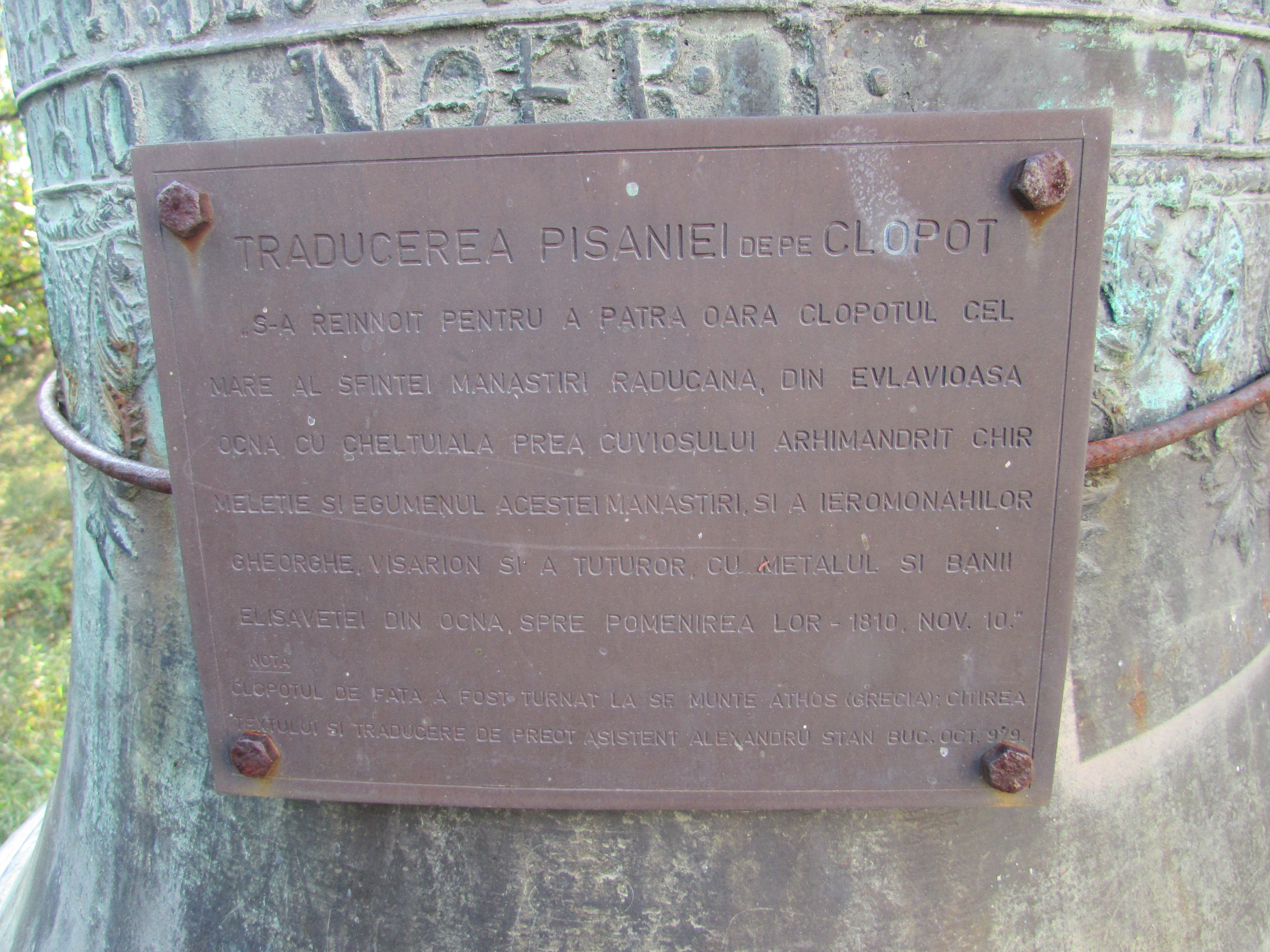
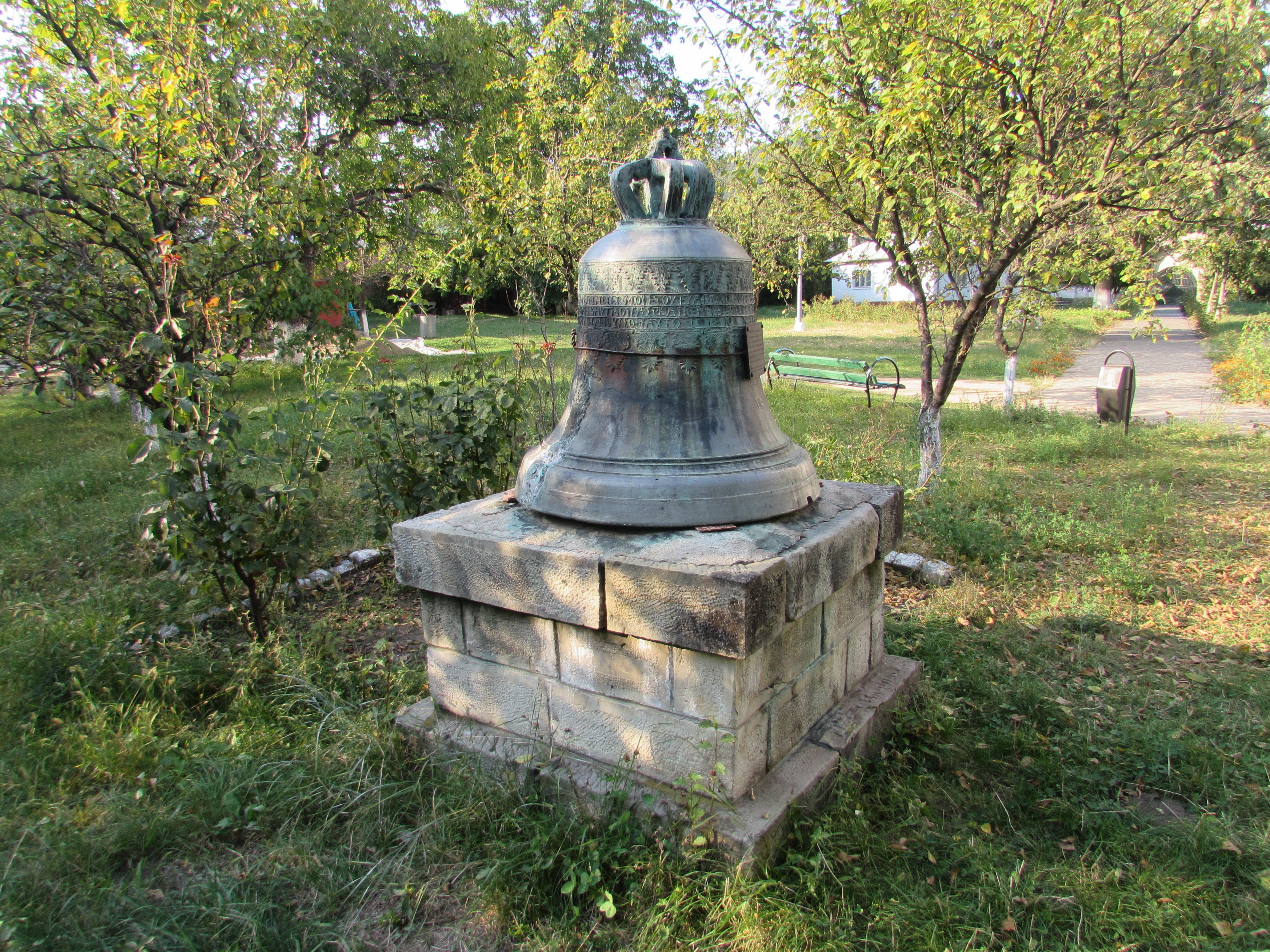
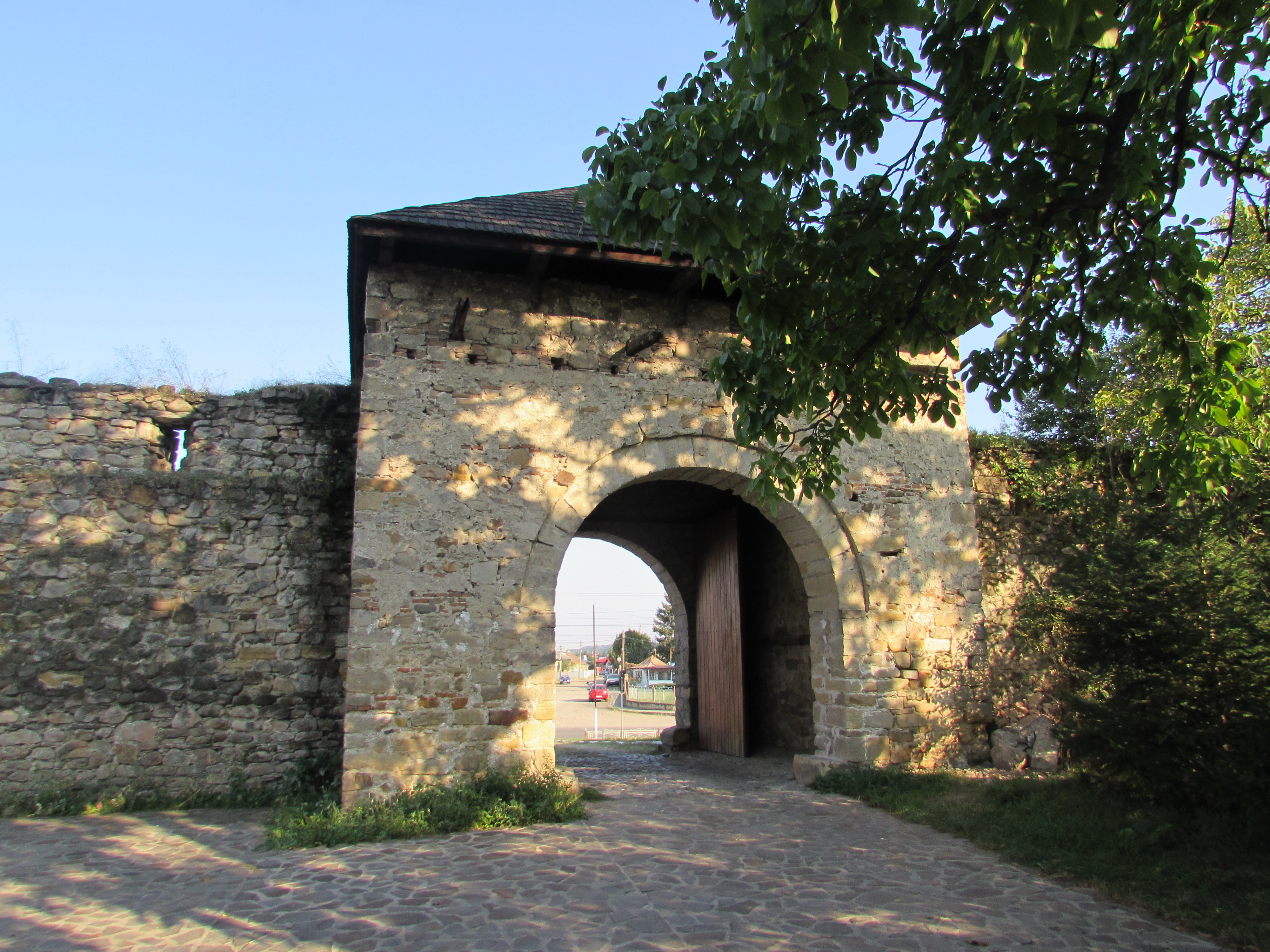
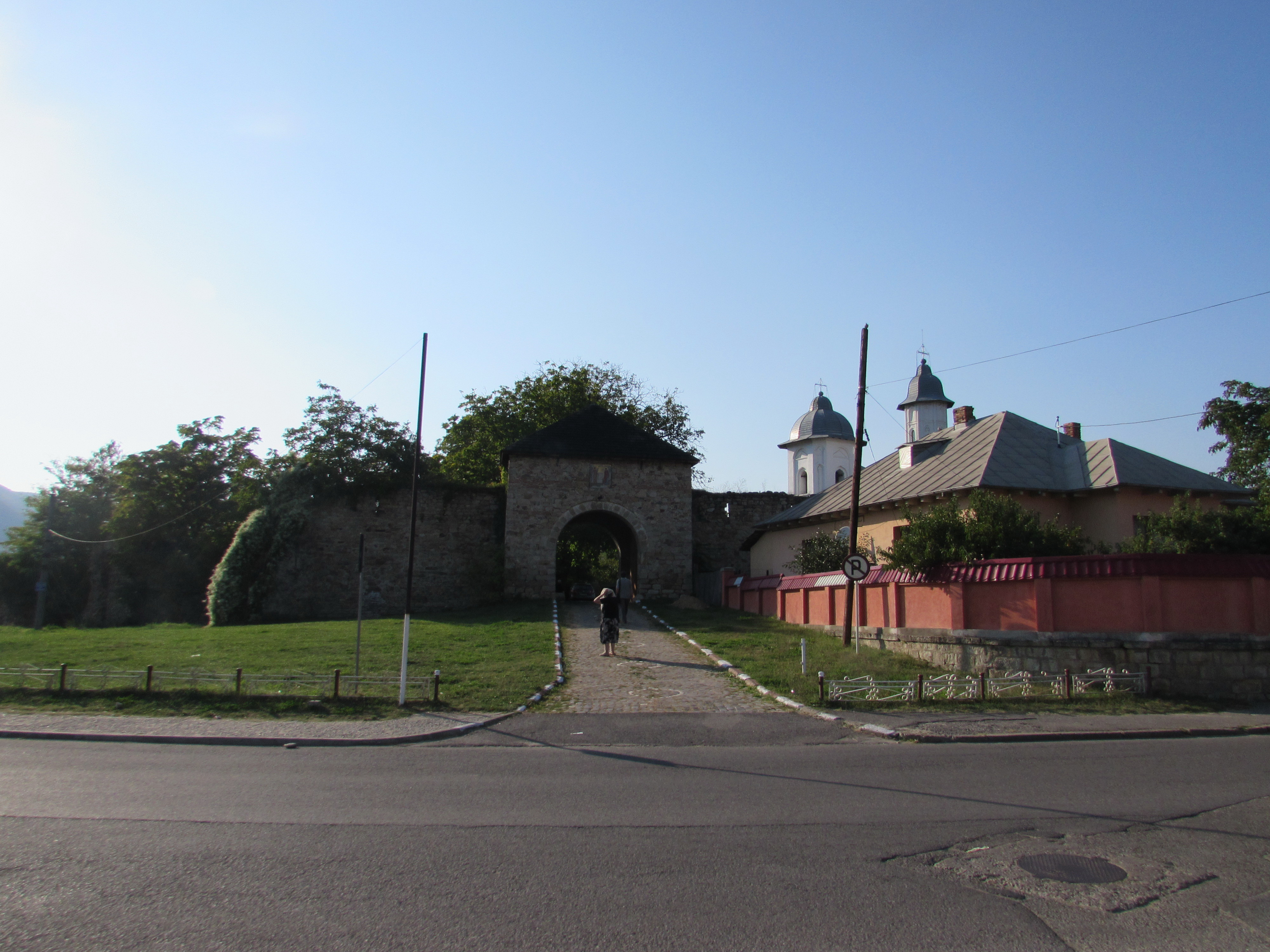